# Synchrotron-Selbst-Compton-Modell
Das Synchrotron-Selbst-Compton-Modell (englisch: Synchrotron Self-Compton Model), kurz SSC-Modell, beschreibt einen Mehrfachstreuprozess in der Teilchen- und Astrophysik.
Das SSC-Modell geht davon aus, dass Ladungsträger – in der Regel Elektronen – zunächst Synchrotronstrahlung, das heißt Photonen, erzeugen, um dann mit diesen einen Streuprozess einzugehen.
Der zweite Streuprozess wird ein inverser Compton-Streuprozess sein, das heißt, die Photonen werden bei diesem Streuprozess Energie gewinnen.
Aufgrund der Energiebereiche, in denen der Strahlungs- und der Streuprozess stattfindet, wird das SSC-Modell vornehmlich zur Interpretation der Daten von Quellen verwendet, die ein sogenanntes „BL Lacertae“-Spektrum aufweisen. Es handelt sich dabei um ein Spektrum mit zwei Energiemaxima in der energieaufgelösten Intensität. Das erste Maximum ist typischerweise im Energiebereich der Röntgenstrahlung (Synchrotronstrahlungsspektrum), das zweite Maximum in einem noch höherenergetischem Bereich (Gammastrahlung).
Häufig findet man auch im Hochenergiebereich ein Spektrum, das doppelt-logarithmisch aufgetragen, einen Knick hat, welches den Übergang von einer Potenzgesetz-Abhängigkeit mit negativem Exponenten, also der Form {\displaystyle A\cdot x^{-r}}, zu einem stärkeren Abfall bedeutet.
Dies wird als Klein-Nishina-Übergang interpretiert, also als Übergang von einem Wirkungsquerschnitt der Streuung der Ladungsträger (z. B. Elektronen) mit ihren Synchrotron-Photonen aus dem Niedrigenergie-Bereich, in dem der Thomson-Wirkungsquerschnitt gilt, zu einem Bereich, in dem die Hochenergieterme des allgemeineren Klein-Nishina-Wirkungsquerschnitts zum Tragen kommen.
Das SSC-Modell wird gerne verwendet, um die Emissionen von Aktiven Galaxien zu modellieren.